# 鄭金玲
鄭金玲（1946年8月6日—），中華民國政治人物，曾代表中國國民黨、親民黨及國親聯盟任職立法委員。

## 外部連結
- 立法院 （页面存档备份，存于）